# ويل سميث
ويلارد كارول سميث جونيور (بالإنجليزية: .Willard Carroll Smith Jr)‏ هو ممثل أمريكي، ورابر، ومنتج أفلام، ومنتج أغاني، وكاتب ولد في 25 سبتمبر 1968. استمتع بالنجاح في التلفزيون والأفلام والأغاني. وفي عام 2007، وصفته مجلة نيوزويك بأنه من أكثر الممثلين تأثيرا في هوليوود. تم ترشيحه لأربع جوائز غولدن غلوب، ولجائزتي أوسكار، وحصل علي أربع جوائز غرامي.
في أواخر عام 1980، حقق ويل سميث شهرة متواضعة كمغني راب تحت اسم «الأمير الحيوي». في عام 1990، زادت شعبيته كثيرًا عندما مثل في المسلسل التلفزيوني الشعبي أمير بيل إير الحيوي. استمر العرض لمدة ست سنوات تقريبا علي القناة الأمريكية «إن بي سي»، وانتشر باستمرار في قنوات مختلفة. في منتصف 1990، انتقل ويل من البرامج التلفزيوينة إلي الأفلام. وفي نهاية المطاف تألق في عدة أفلام واسعة الصيت. وهو الممثل الوحيد الذي مثل 8 أفلام علي التوالي، والتي وصلت إجمالي إيراداتها إلي أكثر من 100 مليون دولار في شباك التذاكر.
حصدت أربعة أفلام ذات خيال التي مثل فيها ويل أكثر من 500 مليون دولار في شباك التذاكر العالمي. اعتبارا من عام 2011، وصلت إجمالي إيرادات أفلامه إلي 5.7  دولار في شباك التذاكر العالمي. حصل سميث علي ترشيحات أوسكار لأفضل ممثل للعبه دور الملاكم محمد علي كلاي في فيلم علي (2001)، وكريس غاردنر في فيلم البحث عن السعادة (2006).

## العائلة والحياة المبكرة
ولد ويل في مدينة فيلادلفيا، بولاية بنسيلفانيا، وسكن أيضا في جيرمان تاون، الواقعة شمال غرب فيلادلفيا. أمه «كارولين» كانت مديرة مدرسة، وعملت أيضا في مجلس مدارس ولاية فيلادلفيا. أما أبوه «كارول سميث الأب»، فكان مهندس أجهزة تبريد. ويقول ويل أنه نشأ معمدا. انفصل والداه وهو في سن الثالثة عشرة، ولم يتطلقا فعليا إلا في سنة 2000.
على الرغم من التقارير الكثيرة التي تشير إلي أن ويل سميث رفض منحة دراسية للدوام في معهد ماساتشوستس للتكنولوجيا، إلا أنها غير صحيحة، حيث قال المعهد: «أنه لم يتقدم بطلب إلي المعهد». ووفقا لـويل سميث الذي قال: «أمي التي عملت في مجلس مدارس ولاية فيلادلفيا، كان لديها صديق يعمل كمسؤول قبول في معهد ماساتشوستس للتكنولوجيا، وكانت درجاتي في اختبار قبولي في الجامعة عالية جدا، وكانوا يريدون أولاد سود فيها، لذا كان علي الأرجح باستطاعتي دخول المعهد، ولكن لم تكن لي نية بذلك».

## المسيرة المهنية المبكرة
بدأ ويل كمغني وكاتب أغاني مع فرقة هيب هوب مكونة من شخصين هما: دي جي جازي جيف، وكلارنس هولمز، وكان الثلاثي معروف بأدائهم الفكاهي، وأنتجوا عدة أغانٍ منها «بارنتس جست دونت أندرستاند» (الأهل فقط لا يفهمون)، «سمرتايم» (وقت الصيف)، وكانت أبرزها «راديو-فرندلي» (الراديو الحميم)، ولاقت هذة الأغاني استحسان الناقدين، وحصلوا في سنة 1989 علي جائزة غرامي لأفضل أداء راب.
بين العامين 1988 و1989، كان ويل يصرف ماله بحرية ولا يدفع الضرائب المستحقة بشكل كامل، وفي نهاية المطاف، قيمت المنظمة المختصة بجمع الضرائب مقدار الضرائب المستحقة علي ويل بـ2.8 مليون دولار، وأخذت الكثير من ممتلكاته، وزعزعت دخله. في عام 1990، اقترب ويل من الإفلاس، وعندها قامت قناة «إن بي سي» بتوقيع عقد معه للتمثيل في برنامج تلفزيوني فكاهي يدور حول اسمه، أمير بيل إير الحيوي.
نجح البرنامج ومن هنا بدأ ويل مهنة التمثيل، وقرر أن يصبح «أفضل ممثل أفلام في العالم» حسب تعبيره. وقام بدراسة خصائص نجاح شباك التذاكر أو البوكس أوفس.

## الأفلام الرئيسة

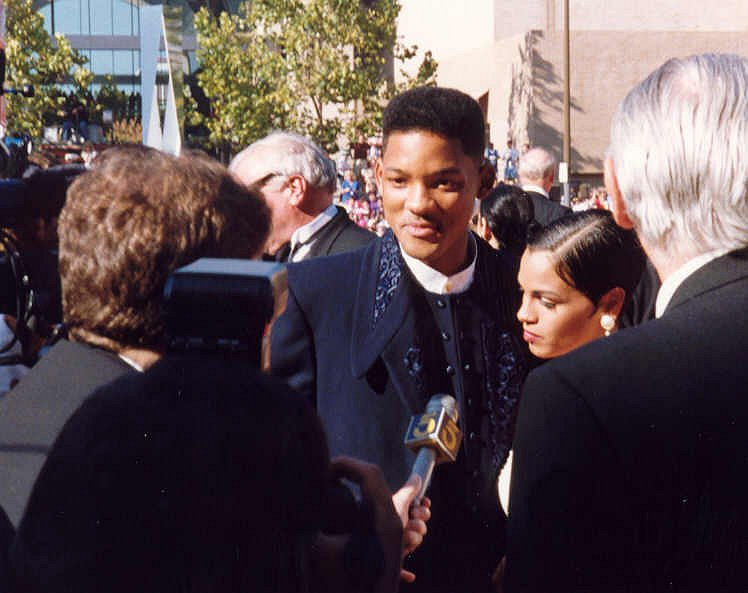
سميث في حفل توزيع جوائز الإيمي لعام 1993.

أول دور رئيسي لـويل كان في فيلم الدراما الدرجات الست للانفصال في سنة 1993، وفي فيلم الأكشن فتيان أشقياء (بالإنجليزية: Bad Boys)‏ الذي لعب فيه مقابل الممثل مارتن لورنس في سنة 1995.
في 1996، كان ويل جزءا من مجموعة ممثلين مثلوا في فيلم يوم الاستقلال للمخرج الألماني رولان إيميريش. لقي الفيلم قبولا كبيرا، وأصبح ثاني أكبر فيلم من حيث الإيرادات في التاريخ في ذلك الوقت، مما وضع ويل في قمة إيرادات البوكس أوفس. لعب لاحقا دور «العميل السري جاي» بجانب الممثل تومي لي جونز في فيلم رجال ذوو بزات سوداء في صيف 1997، وعلي أثره اكتسب ثروة كبيرة. في 1998، مثل ويل مع جين هاكمان في عدو الدولة.

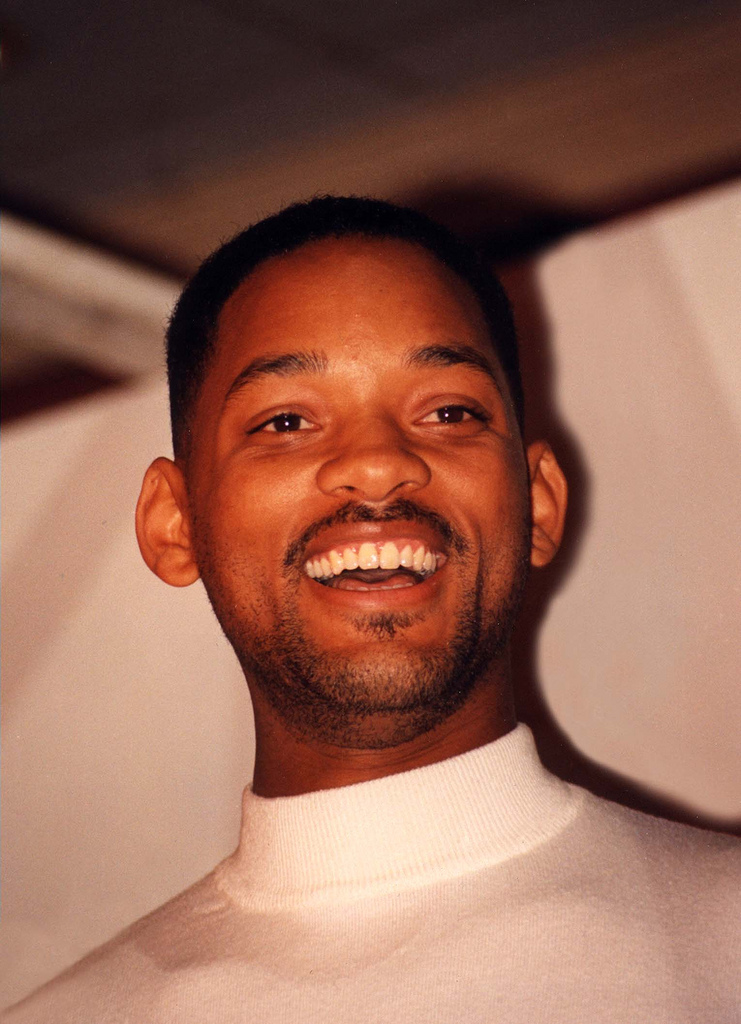
سميث في 1999.

رفض ويل دور «نيو» في الفيلم المشهور ذا ماتريكس مقابل دور في برية الغرب المتوحش في 1999. علي الرغم من فشل برية الغرب المتوحش، إلا أن ويل قال: «أنه لا يضمر أي ندم حيال قراره»، مؤكدا أن أداء الممثل كيانو ريفز في لعب دور «نيو» كان أفضل مما لعبه هو. وإن كانت المقابلات اللاحقة التي أُجريت بمناسبة إصدار فيلم برية الغرب المتوحش، والتي قال فيها ويل: «أنه اتخذ قرارا خاطئا نحو فيلم برية الغرب المتوحش»، وأن ذلك «كان يمكن أن يكون أفضل».
خطط ويل للتمثيل في فيلم مميز مبني علي طبعة جديدة من المسلسل التلفزيوني أت تايك أ ذيثف.
مثل ويل في فيلم أنا أسطورة الذي أُطلق في سنة 2007، وعلي الرغم من الاستعراضات الخاصة بالافتتاحية، إلا أنها كانت الأكبر علي الإطلاق في الولايات المتحدة خلال شهر ديسمبر. واعتبر ويل الفيلم «فريدًا من نوعه جدا». في 2008، أبلغ دليل التلفزيون عن اختيار ويل كواحد من الأمريكيين العشرة الأوائل الأكثر روعة لسنة 2008.

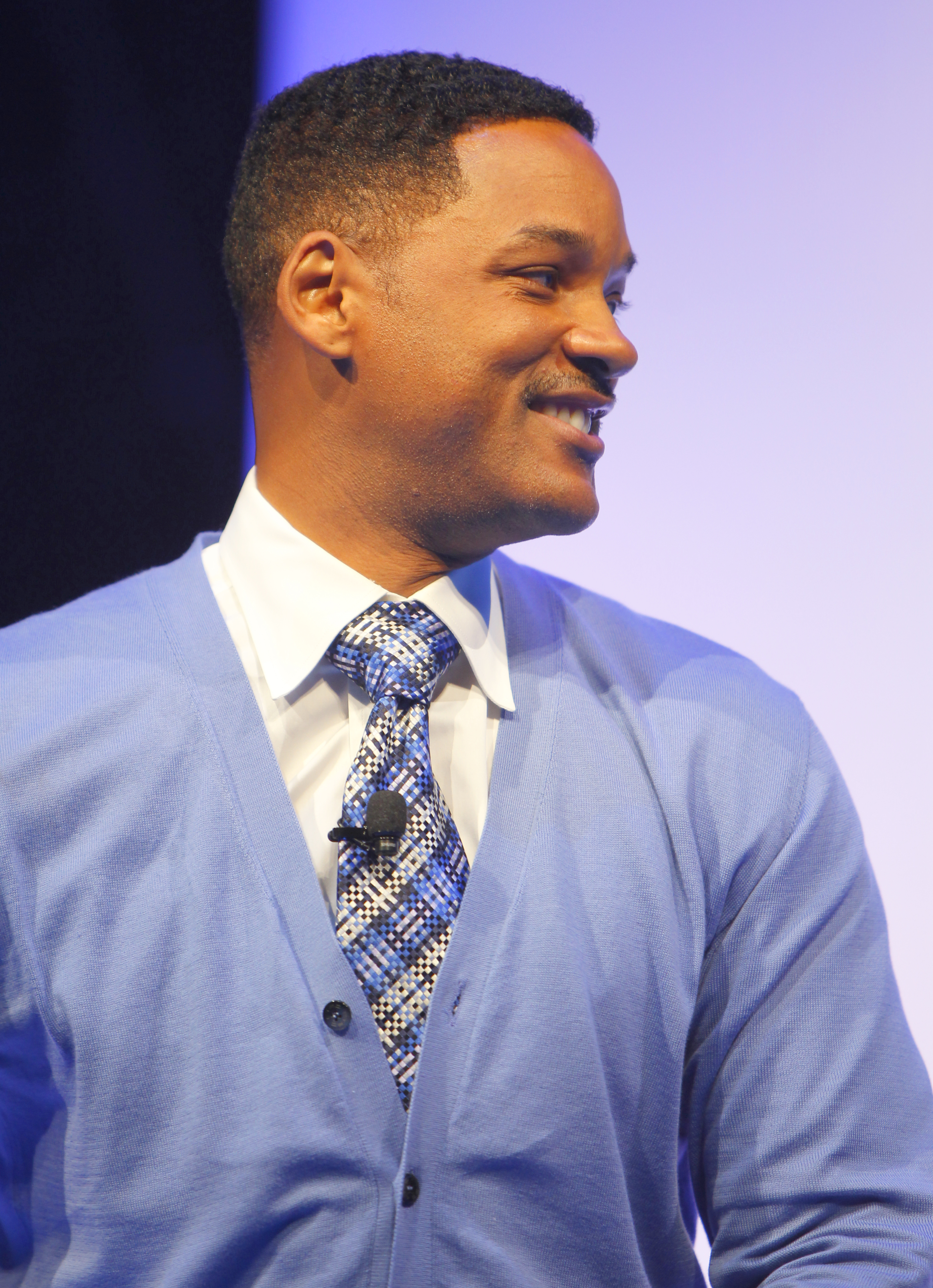
سميث يستضيف اجتماع المساهمين في وول مارت لعام 2011.

وفي 2012، شارك بدور رئيسي في فيلم رجال ذوو بزات سوداء 3.
صرح الرئيس الأمريكي باراك أوباما أنه إذا ما تم إنتاج فيلم مبني علي قصة حياته، فإنه سيختار ويل سميث للعب دوره، لأنه عنده «الاذان» حسب تعبيره. وصرح أوباما أيضا أنه ناقش مع ويل إمكانية إنتاج فيلم مبني علي أساس أحداث انتخابات 2008 الأمريكية، ولكن قد لا يحصل ذلك حتي نهاية ولاية أوباما.
قدم ويل وابنه جيدن فيلم بعد الأرض الذي عُرض في 2013.

## الحياة الشخصية

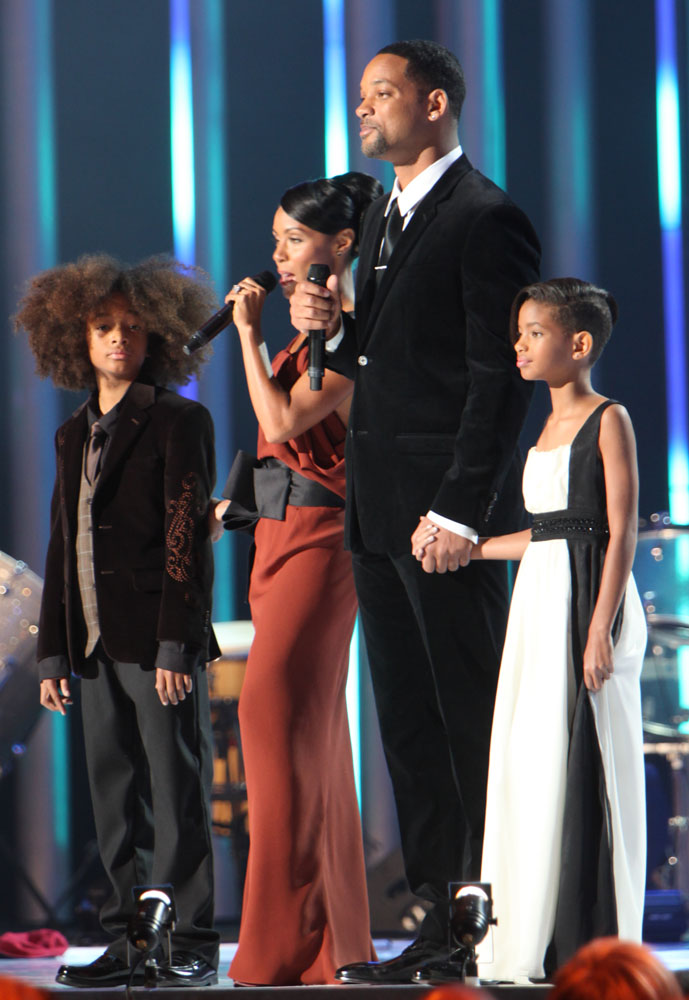
حفل جائزة نوبل للسلام في 11 ديسمبر 2009، في أوسلو، النرويج. سميث مع زوجته جادا وأطفاله جيدن وويلو.

يعزو ويل تطوره في التعامل مع حياة أولاده لتفاني أبيه. في 1992، تزوج ويل من «شيري زامبينو»، وأنجبا ويلارد كريستوفر سميث الثالث، والمعروف أيضا بـ«تري»، ولكن حدث الطلاق في 1995. ظهر «تري» في فيدو كليب لأبيه في 1998، واسمه «جيست ذا تو أوف أس».
تزوج ويل من الممثلة جادا بينكيت سميث في سنة 1997. معا أنجبا ولد وبنت هما: جيدن سميث في سنة 1998، والذي ظهر مع أبيه في فيلم البحث عن السعادة، وويلو سميث في 2000، والتي ظهرت في فيلم أنا أسطورة كابنة ويل. يملك ويل مع أخوه «هاري سميث» شركة تريبول التنموية في بيفرلي هيلز (كاليفورنيا). يقيم ويل وعائلته في ستار آيلاند (ميامي بيتش) في فلوريدا، ولوس أنجلوس، وستوكهولم عاصمة السويد، وفي فيلادلفيا.
أُدرج ويل بشكل مستمر في لائحة «الأربعين الأغنياء» في مجلة فورتشن والتي تتضمن أغني أربعين فرد أمريكي ممن هم تحت سن الأربعين. قام ويل بالتبرع بـ4،600 دولار للحملة الرئاسية للديمقراطي باراك أوباما في 11 ديسمبر 2008. قام ويل مع زوجته باستضافة حفل جائزة نوبل للسلام في أوسلو عاصمة النرويج للاحتفال بفوز أوباما بالجائزة.
درس ويل الأديان المتعددة، بما فيها السينتولوجيا، وتكلم علي سبيل النصح والمعرفة حول أشياء كثيرة عن السينتولوجيا والأديان الأخري. علي الرغم من مدحه للـسينتولوجيا، إلا أنه قال: «أنا فقط اعتقد أن أفكار السينتولوجيا رائعة وثورية ولادينية»، و«98 بالمئة من مبادئه مطابقة لمبادئ الإنجيل»، ونفي انتمائه لكنيسة السينتولوجيا قائلا: «أنا مسيحي. أنا تلميذ لكل الأديان، واحترم الناس والمذاهب.»
تبرع ويل بـ1،3 مليون دولار للجمعيات الخيرية في سنة 2007؛ ذهبت 450،000 دولار منها لاثنتين من المؤسسات المسيحية، و122،500 دولار لثلاث من منظمات السينتولوجيا، وبقية المستفيدين شملوا مسجد لوس أنجلوس، ومدارس وكنائس مسيحية أساسية، ومركز النصب التذكاري لإسحق رابين في إسرائيل. كذلك قام ويل وزوجته بتأسيس مدرسة ابتدائية خاصة في كالاباساس (كاليفورنيا)، واسمها «أكاديمية نيو فلج ليدر شيب»، والتي تستخدم منهج «الـتدريس التكنولوجي»، وهي طريقة في التعليم وُضعت من قبل ل. رون هوبارد، مؤسس مذهب السينتولوجيا. أظهرت منظمة إيداع الضرائب الفدرالية أن ويل تبرع بـ1،2 مليون دولار للمدرسة في سنة 2010.
في عام 2012، أعرب ويل عن دعمه لشرعية زواج المثليين، وذلك في تأييده لتوقيع الرئيس الأمريكي باراك أوباما علي قانون يمنح الشرعية لزواج المثليين.

## الإنجازات الفنية
هذة بعض إنجازات ويل الموسيقية مع دي جي جازي جيف:
- روك ذا هاوس (1987)
- هي إز ذا دي جي، أي أم ذا رابر (1988)
- أند أن ذس كورنر... (1989)
- هوم بايس (1991)
- كود رد (1993)

## الإنجازات المنفردة
- بج ويلي ستايل (1997)
- ويلنيوم (1999)
- بورن تو رين (2002)
- لوست أند فاوند (2005)

## الجوائز
فاز ويل بـ42 جائزة مختلفة، ورُشح لـ83 منها.

## بقية الأعمال
| السنة | العمل                                              | الدور                            | ملاحظات                                                                           |
| ----- | -------------------------------------------------- | -------------------------------- | --------------------------------------------------------------------------------- |
| 1990  | أفلام صباح السبت                                   | تقديم                            | مسلسل تلفزيوني                                                                    |
| 1990  | إيه بي سي ما بعد المدرسة الخاصة - "الموعد المثالي" | هوكر                             | مسلسل تلفزيوني؛ كاميو                                                             |
| 1990  | أمير بيل إير الحيوي                                | نفسه                             | سيتكوم تلفزيوني (1990-1996)                                                       |
| 1992  | بلوسيم                                             | الأمير                           | سيتكوم تلفزيوني                                                                   |
| 1992  | لأين يأخذك اليوم                                   | ماني                             | فيلم                                                                              |
| 1993  | صنع في أمريكا                                      | تيا كايك والترز                  | فيلم                                                                              |
| 1993  | الدرجات الست للانفصال                              | بول                              | فيلم                                                                              |
| 1995  | فتيان أشقياء                                       | المحقق مايك لوري                 | فيلم                                                                              |
| 1996  | يوم الاستقلال                                      | العقيد ستيفن هيلير               | فيلم                                                                              |
| 1997  | رجال ذوو بزات سوداء                                | العميل جيمس داريل إدواردز الثالث | فيلم                                                                              |
| 1998  | عدو الدولة                                         | روبرت كلايتون دين                | فيلم                                                                              |
| 1999  | ارتفاع تورانس                                      |                                  | وثائقي هزلي                                                                       |
| 1999  | برية الغرب المتوحش                                 | العقيد جيمس ويست                 | فيلم                                                                              |
| 2000  | مرحبا في هوليود                                    | نفسه                             | فيلم                                                                              |
| 2000  | أسطورة باغر فانس                                   | باغر فانس                        | فيلم                                                                              |
| 2001  | علي                                                | محمد علي كلاي                    | فيلم؛ رُشح عليه سميث لجائزة الأوسكار لأفضل ممثل                                    |
| 2002  | رجال ذوو بزات سوداء 2                              | العميل جيمس داريل إدواردز الثالث | فيلم                                                                              |
| 2002  | صديقة لبي تو كي                                    | نفسه                             | فيديو كليب                                                                        |
| 2003  | فتيان أشقياء 2                                     | المحقق مايك لوري                 | فيلم                                                                              |
| 2004  | مشوار أقرب                                         | القاص                            | وثائقي                                                                            |
| 2004  | فتاة جيرسي                                         | نفسه                             | فيلم؛ كاميو                                                                       |
| 2004  | أمريكان تشوبر                                      | نفسه                             | مسلسل تلفزيوني                                                                    |
| 2004  | أنا، روبوت                                         | المحقق ديل سبونر                 | منتج تنفيذي؛ فيلم                                                                 |
| 2004  | إشاعة القرش                                        | أوسكار                           | صوت                                                                               |
| 2005  | هناك إله علي الميكروفون                            |                                  | وثائقي                                                                            |
| 2005  | هيتش                                               | أليكس "هيتش" هيتشنز              | منتج؛ فيلم                                                                        |
| 2006  | البحث عن السعادة                                   | كريس غاردنر                      | فيلم؛ منتج؛ رُشح عليه سميث لجائزة الأوسكار لأفضل ممثل                              |
| 2007  | أنا أسطورة                                         | روبرت نيفيل                      | فيلم                                                                              |
| 2008  | هانكوك                                             | جون هانكوك                       | منتج؛ فيلم                                                                        |
| 2008  | 7 أرطال                                            | تيم توماس                        | فيلم؛ بدأ التصوير في 10 مارس 2008. تاريخ الإصدار 16 يناير 2009 (المملكة المتحدة). |
| 2016  | الفرقة الانتحارية                                  | ديدشوت                           | فيلم                                                                              |
| 2016  | جمال جانبي                                         | هوارد إنليت                      | فيلم                                                                              |
| 2019  | علاء الدين                                         | جني                              | فيلم                                                                              |
| 2020  | فتيان أشقياء إلى الأبد                             | المحقق مايك لوري                 | فيلم                                                                              |

## وصلات خارجية
- ويل سميث على موقع IMDb (الإنجليزية)
- ويل سميث على موقع ميتاكريتيك (الإنجليزية)
- ويل سميث على موقع الموسوعة البريطانية (الإنجليزية)
- ويل سميث على موقع روتن توميتوز (الإنجليزية)
- ويل سميث على موقع مونزينجر (الألمانية)
- ويل سميث على موقع قاعدة بيانات الأفلام العربية
- ويل سميث على موقع ألو سيني (الفرنسية)
- ويل سميث على موقع ميوزك برينز (الإنجليزية)
- ويل سميث على موقع رولينغ ستون (الإنجليزية)
- ويل سميث على موقع تيرنر كلاسيك موفيز (الإنجليزية)